# Gustaf Reuterholm

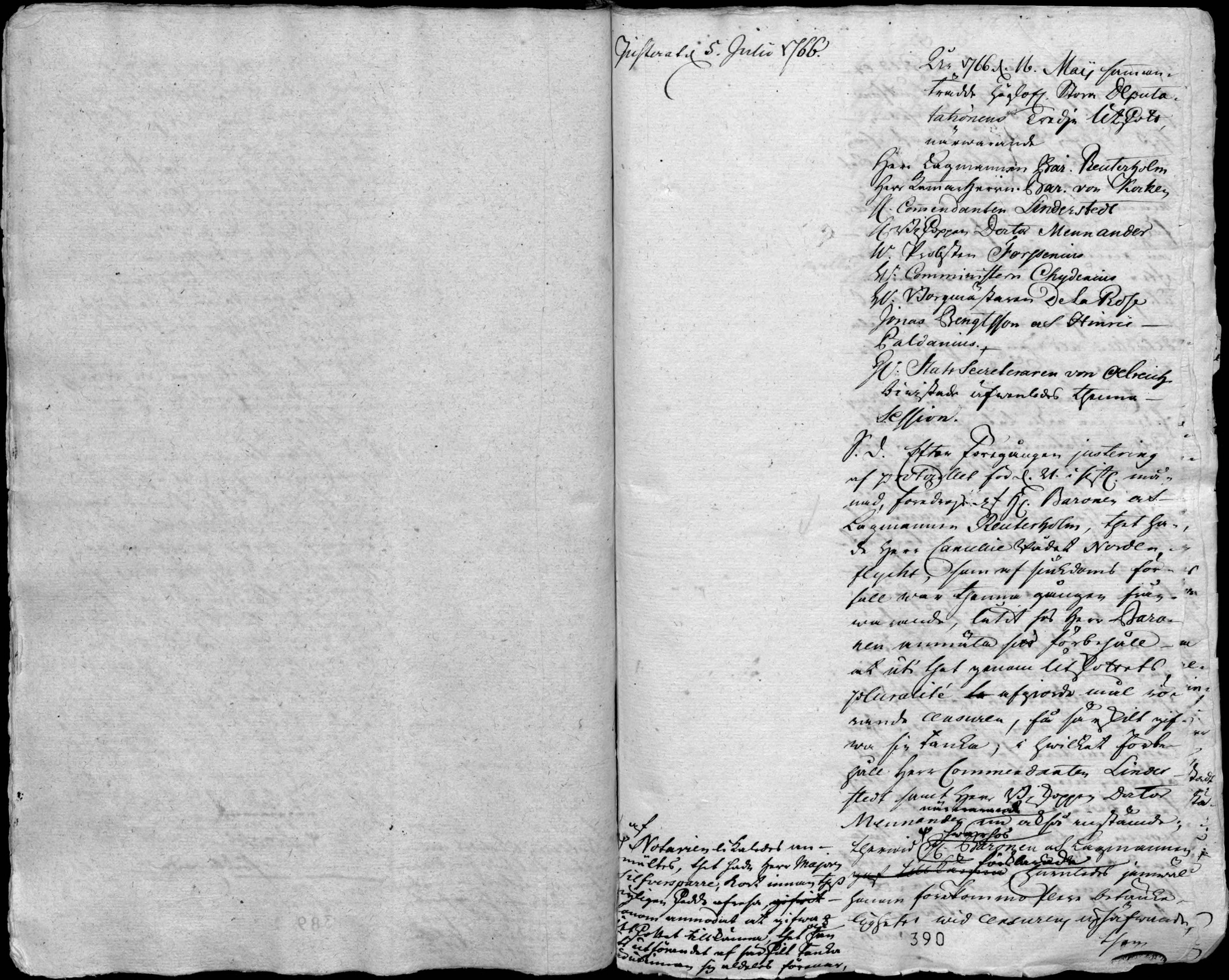
Protokoll från tredje utskottets sammanträde 16 maj 1766 där Reuterholm listas bland de närvarande ca mitt på sidan.

Gustaf Gottfrid Reuterholm, född 29 september 1721 i Stockholm, död 5 april 1803 på Stora Ekeby i Rytterne socken, var en svensk friherre, ämbetsman och politiker.
Gustaf Reuterholm var son till Nils Reuterholm. Han blev auskultant i Bergskollegium 1737 och 1746 extraordinarie notarie där. 1762 fick han lagmans titel och blev samma år kommissarie i Riksbanken, utan tjänstgöring men med lön. Han tog avsked 1786. Reuterholm fick 1794 landshövdings titel. Han tillhörde mösspartiet och framlade vid riksdagen 1760–1762 ett förslag om tryckning av adelns protokoll, vilket dock avslogs. Vid samma riksdag hade Reuterholm för avsikt att lägga fram ett memorial angående riksbankens förvaltning, gällande framför allt missbruket att dela ut tjänster i banken som belöningar. Han köptes dock genom att tilldelas just en sådan tjänst 1762, varför memorialet undertrycktes. Tjänsten blev honom fråntagen vid riksdagen 1765–1766, men han återfick den 1772. 
1765 blev Reuterholm ordförande i stora deputationens tredje utskott, som tillsatts för behandling av tryckfrihetsfrågan, och vars arbete ledde fram till 1766 års tryckfrihetsförordning. Om än i viss mån tryckfrihetsvän reserverade han sig då mot ett beslut att upphäva censuren. 
Ett par utdrag ur en av Reuterholm förd dagbok publicerades av Henrik Schück i Samlaren under titeln Ytterligare om Tungomålsgillet och Till Fru Nordenflychts biografi.